# Prémillieu
Prémillieu ist eine französische Gemeinde mit 47 Einwohnern (Stand 1. Januar 2022) im Département Ain in der Region Auvergne-Rhône-Alpes. Sie gehört zum Kanton Plateau d’Hauteville und zum Arrondissement Belley. Überdies ist sie Mitglied im Gemeindeverband Haut-Bugey Agglomération (bis 2018: Plateau d’Hauteville).

## Geographie
Prémillieu liegt auf 896 m, etwa 18 Kilometer ostsüdöstlich der Stadt Ambérieu-en-Bugey und 45 Kilometer südöstlich der Präfektur Bourg-en-Bresse (Luftlinie). Das kleine Bauerndorf erstreckt sich im zentralen Bugey, in einer Mulde des Hochjuras, östlich der tief eingeschnittenen Cluse des Hôpitaux, welche als Taldurchbruch die Verkehrsverbindung für Eisenbahn und Straße zwischen Ambérieu-en-Bugey und Culoz gewährleistet.
Die Fläche des 8,51 km² großen Gemeindegebiets umfasst einen Abschnitt des südlichen französischen Juras. Der zentrale Teil wird von der Mulde von Prémillieu eingenommen, die im Osten vom bewaldeten Höhenzug der Forêt Domaniale de Saint-Sulpice (mit 1084 m die höchste Erhebung der Gemeinde) und der Forêt de Ravière flankiert wird. Nach Westen senkt sich die Hochfläche des Plateau d’Hauteville mit mehreren Hügeln und Geländevorsprüngen allmählich zur Cluse des Hôpitaux ab. Die westliche Grenze befindet sich oberhalb des Steilabfalls zu diesem Durchbruchstal.
Zu Prémillieu gehören neben dem eigentlichen Ort auch der Weiler Tard (660 m) am Hang oberhalb der Cluse des Hôpitaux und einige Einzelhöfe. Nachbargemeinden von Prémillieu sind 
- Plateau d’Hauteville mit Hostiaz im Norden und Thézillieu im Osten,
- Armix im Süden,
- La Burbanche im Westen.

## Geschichte
Das Gebiet von Prémillieu gehörte im Mittelalter zum Grundbesitz des Zisterzienserklosters Saint-Sulpice in der benachbarten Talsenke von Thézillieu. Im 13. Jahrhundert gewährten die Äbte den Siedlern im neu gegründeten Ort gewisse Freiheiten, um die Zuwanderung nach Prémillieu zu fördern. Seit dem Mittelalter stand das Dorf unter der Oberhoheit der Grafen von Savoyen. Mit dem Vertrag von Lyon gelangte es im Jahr 1601 an Frankreich.

### Bevölkerungsentwicklung
| Jahr                       | 1962 | 1968 | 1975 | 1982 | 1990 | 1999 | 2011 | 2021 |
| -------------------------- | ---- | ---- | ---- | ---- | ---- | ---- | ---- | ---- |
| Einwohner                  | 95   | 78   | 74   | 53   | 40   | 33   | 39   | 44   |
| Quellen: Cassini und INSEE |      |      |      |      |      |      |      |      |

Mit 47 Einwohnern (Stand 1. Januar 2022) gehört Prémillieu zu den kleinsten Gemeinden des Départements Ain. Aufgrund seiner Abgeschiedenheit verzeichnete das Dorf während des 20. Jahrhunderts durch starke Abwanderung einen deutlichen Bevölkerungsrückgang. Die Ortsbewohner von Prémillieu heißen auf Französisch Pennon(ne)s.

## Sehenswürdigkeiten
Die Kirche Sainte-Marie-Madeleine in Prémillieu wurde im 19. Jahrhundert erbaut.

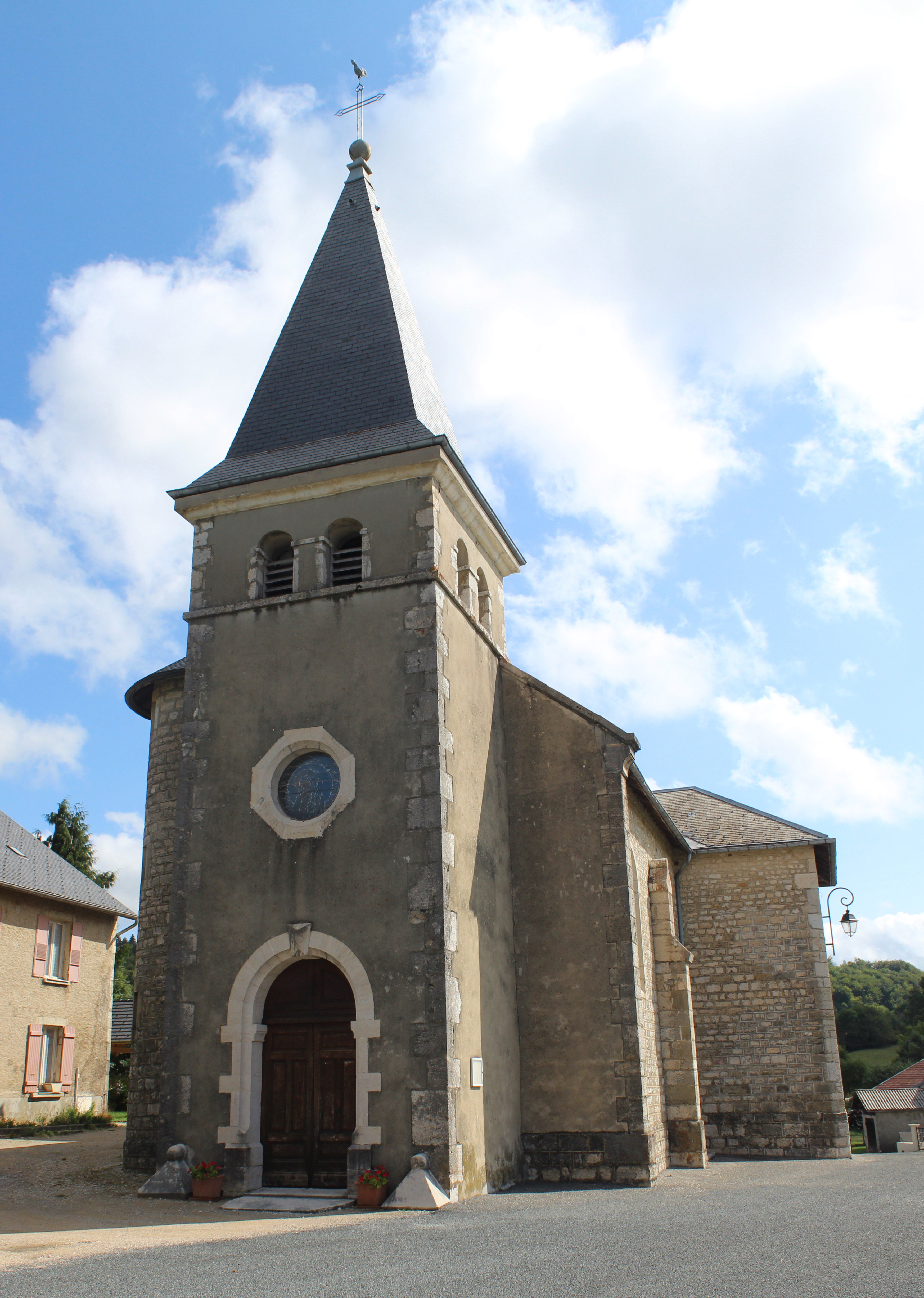
Kirche Sainte-Marie-Madeleine
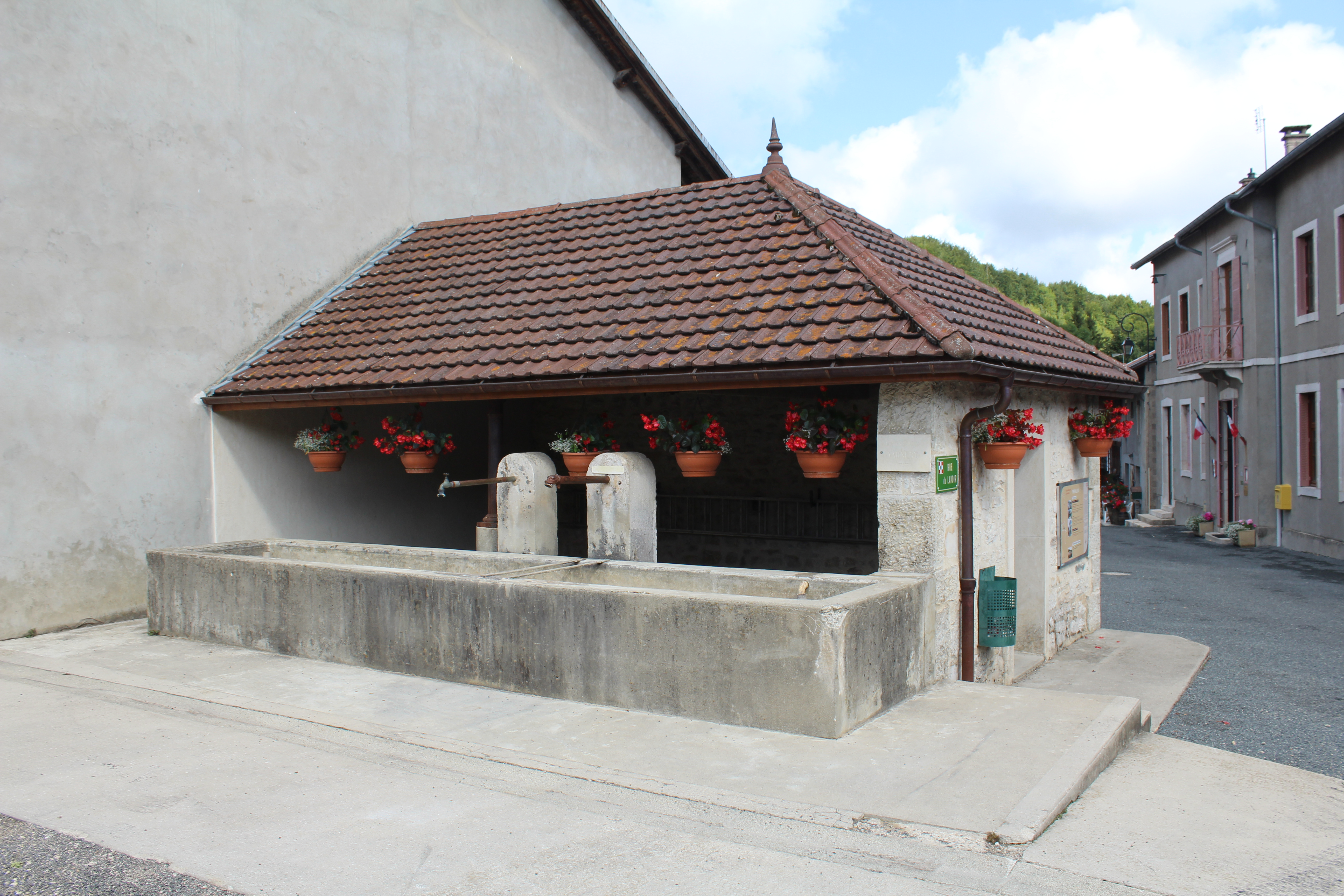
Ehemaliges öffentliches Waschhaus
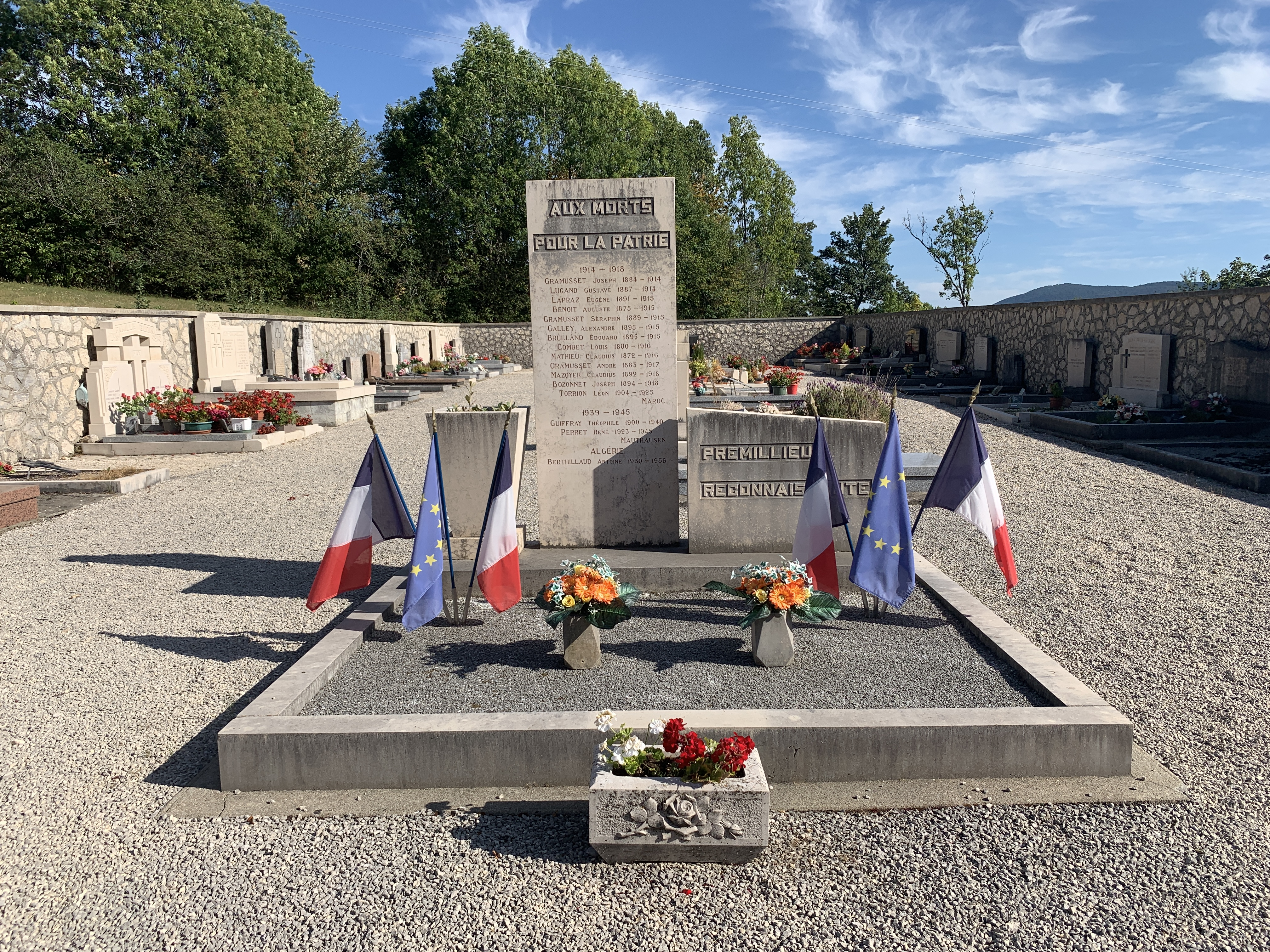
Gefallenendenkmal

## Wirtschaft und Infrastruktur
Prémillieu war bis weit ins 20. Jahrhundert hinein ein vorwiegend durch die Landwirtschaft und Forstwirtschaft geprägtes Dorf. Noch heute leben die Bewohner überwiegend von der Tätigkeit im ersten Sektor. Einige Erwerbstätige sind auch Wegpendler, die in den größeren Ortschaften der Umgebung ihrer Arbeit nachgehen.
Die Ortschaft liegt abseits der größeren Durchgangsstraßen. Die Hauptzufahrt erfolgt von Rossillon an der Departementsstraße D1504 durch die Cluse des Hôpitaux. Weitere Straßenverbindungen bestehen nach La Burbanche, Hostias und über den Col de Ballon nach Thézillieu.